# Zulu Djævleræs
 Der er for få eller ingen kildehenvisninger i denne artikel, hvilket er et problem. Du kan hjælpe ved at angive troværdige kilder til de påstande, som fremføres i artiklen.

Zulu Djævleræs er et racing-underholdningsprogram i hidtil fem sæsoner, alle vist på TV2 Zulu, og genudsendt på TV 2. Radiovært samt tidligere Vild Med Dans-deltager Lisbeth Østergaard var vært i første sæson. Skuespillerinden Julie Ølgaard var vært i de efterfølgende sæsoner.
Konceptet består i at nogle kendte danskere skal køre ræs på Nysumbanen i Nordjylland og afprøve deres evner inden for racerkørsel.
De kendte kører to og to, hvor mændene kører første heat, kvinderne andet heat, og i tredje heat (det såkaldte "Djævleheat", hvor point tæller dobbelt) vælger de selv, hvem der skal sidde bag rattet. Netop tredje heat byder også på alverdens mærkelige trafikale overraskelser, f.eks campingvogne på bilerne og forhindringer på banen.
De kendte kørere skal forsøge at styre, skramle og mase sig vej til den store finale, der består af seks par af de oprindelige 20.
Tage Bisgaard Hansen, bedre kendt som Bowler Tage, og Jimmy Bøjgaard kommenterer alle sæsoner.

## Sæson 1
Af deltagere fra første sæson, kan nævnes Karl Bille, Jens Romundstad, Bubber, Uffe Holm, Robert Hansen, Claus Elming og Pelle Hvenegaard.

## Sæson 2
I anden sæson, kan nævnes Claus Norreen, Rasmus Tantholdt, Mickie Fredie-Pedersen, Gigi Fredie-Pedersen, Thomas Hartmann, Krede, Signe Wenneberg, Sanne Søndergaard, Benedicte Balling, Dan Marstrand, Catrine Fischer, Thomas Bo Larsen, Johnny Bredahl, Jesper Skibby, Cecilie Frøkjær, Joachim B. Olsen, Vibeke Hartkorn, Jim Lyngvild og Jacob Haugaard.

## Sæson 3
Blandt de i alt 40 kendte i tredje sæson: Flemming Østergaard, Camilla Ottesen, Anders Breinholt, Niarn, Brian Nielsen, Stig Tøfting, Viktoria Franova m.fl.

## Sæson 4: Landsholdet (2009)
Sæson 4, med undertitlen "Landsholdet" var anderledes end de tre foregående sæsoner idet 1. og 2. pladsen fra finalen skulle møde Sverige og Norge i landskamp i Djælveræs. Sæsonen bestod af i alt 7 afsnit, hvoraf de første 4 fungerede som et udskillelsesløb frem mod de to semifinaler og den endelig finale.
Racerkøreren Thorkild Thyrring fungerede som træner for landsholdet, samtidig med at han havde stået for udvælgelsen af deltagerne. Således valgte han fx at Jens Romundstad måtte deltage i finalen på et wildcard, på trods af at han ikke havde kvalificeret sig i semifinalerne.
| Placering | Deltagere i finalen                | Point |
| Guld      | Anders Breinholt / Kamilla Walsøe  | 15    |
| Sølv      | Said Chayesteh / Stine Kronborg    | 11    |
| Bronze    | Jan Linnebjerg / Mascha Vang       | 10    |
| 4. plads  | Søren Malling / Dina Al-Erhayem    | 5     |
| 5. plads  | Jens Romundstad / Mayianne Dinesen | 2     |
| 6. plads  | Bubber / Stephanie Leon            | 1     |
| 7. plads  | René Dif / Kira Eggers             | 0     |

## Sæson 5
I femte sæson deltog Dennis Asp, Heidi Berner, Anders Breinholt, Bubber, Audrey Castañeda, Sarah Louise Christiansen, Laura Drasbæk, Marie Egede, Kira Eggers, Mikkel Beha Erichsen, Maria Erwolter, Christine Exner, Frederik Fetterlein, Kia Liv Fischer, Thomas Skov Gaardsvig, Karsten Green, Kat Stephie Holst, Silas Holst, Mette Agnete Horn, Cecilie Hother, Pelle Hvenegaard, Anne Kejser, Morten 'Manse' Kristensen, Stine Kronborg, Signe Lindkvist, Jan Linnebjerg, Jim Lyngvild, Anders Lund Madsen, Søren Malling, Andreas Bo Pedersen, Lars Rasmussen, Simone Rosenborg, Morten Spiegelhauer, Julie Steincke, Clemens Telling, Stine Ternstrøm, Emil Nyløkke Thorup, Julie Agnete Vang, Mascha Vang, Mads Vangsø, Alexandre Willaume-Jantzen, Louise Wolff og Barbara Zatler.

## Sæson 6
Sjette sæson blev produceret sammen med Nordisk Film, og Norge vandt.

## Sæson 7: Revanchen
I sæson 7 var der revanche mod Norge (som vandt sæson 6).
Og denne sæson er anderledes end de andre sæsoner fordi normalt er der kun en men i denne sæson er der to og det er Jason Watt og Nicolas Kiesa.
Derfor var der også to hold et rødt hold og et hvidt hold (Rød hold er Jasons hold) og (Hvidt hold er Kiesas hold)
Danmark håneretten og trofæet tilbage fra Norge (fik 1, 2 og 4 pladsen)

## Eksterne links
- Officielle hjemmeside Arkiveret 17. januar 2022 hos  Wayback Machine
- Zulu Djævleræs på Internet Movie Database (engelsk)
- Zulu Djævleræs hos The Movie Database (engelsk)
- Zulu Djævleræs hos TheTVDB (engelsk)

| | Denne artikel kan blive bedre, hvis der indsættes et (bedre) billede Hjælp os ved at uploade dit eget billede eller finde et på Internettet. \| Se nærmere om hvordan \| \| ---------------------------------------------------------------------------------------------------------------------------------------------------------------------------------------------------------------------------------------------------------------------------------------------------------------------------------------------------------------------------------------------------------------------------------------------------------------------------------------------------------------------------------------------------------------------------------------------------------------------------------------------------------------------------------------------------------------------------------------------------------------------------------------------------------------------------- \| \| Du kan hjælpe ved at uploade et eller flere af dine billeder til Wikimedia Commons iht. de tilladte licenser og indsætte det/dem i artiklen. Har du ikke selv taget et billede, kan du søge efter eksisterende filer på Wikimedia Commons eller på fx på Flickr - fx med værktøjet Free Image Search Tool. Værktøjet er på engelsk, men du skal blot klikke på linket og derefter på knappen "Do it!". Du kan ændre antallet af viste eksempler ved at rette "5" til fx "25" hvis du ikke fandt et godt billede. Du skal være opmærksom på, at fair use ikke er tilladt på den danske Wikipedia. Er du i tvivl kan du spørge en administrator om hjælp. Kan du ikke finde nogle frie billeder, kan du prøve at spørge ejeren af ikke-frie billeder, om de vil donere et billede. Du kan finde eksempler på forespørgsel her. \| |
| Se nærmere om hvordan | |
| Du kan hjælpe ved at uploade et eller flere af dine billeder til Wikimedia Commons iht. de tilladte licenser og indsætte det/dem i artiklen. Har du ikke selv taget et billede, kan du søge efter eksisterende filer på Wikimedia Commons eller på fx på Flickr - fx med værktøjet Free Image Search Tool. Værktøjet er på engelsk, men du skal blot klikke på linket og derefter på knappen "Do it!". Du kan ændre antallet af viste eksempler ved at rette "5" til fx "25" hvis du ikke fandt et godt billede. Du skal være opmærksom på, at fair use ikke er tilladt på den danske Wikipedia. Er du i tvivl kan du spørge en administrator om hjælp. Kan du ikke finde nogle frie billeder, kan du prøve at spørge ejeren af ikke-frie billeder, om de vil donere et billede. Du kan finde eksempler på forespørgsel her. | |